# Badoni
Badoni (I Badòn in dialetto piacentino e ligure) è una località, nucleo secondo lo statuto comunale, del comune italiano di Bettola, in provincia di Piacenza, situata a circa 9 km dal capoluogo, vicino alla frazione di Groppoducale, alla cui parrocchia appartiene.

## Geografia fisica
La località è posta sull'Appennino ligure, in una zona montuosa a un'altitudine di 867 m s.l.m.. La zona si compone di un'alternanza tra insediamenti abitati, campi ad uso agricolo e superfici boscate, le quali coprono la maggior parte della superficie. La località è sovrastata a nord-est dai monti Solio e Obolo, mentre l'altro versante della vallata, verso Groppoducale, è sovrastato dal monte La Penna.
La località, così come tutto l'Appennino piacentino, è caratterizzata da un clima temperato fresco; durante l'inverno la zona è soggetta a precipitazioni nevose con accumuli di ghiaccio e gelate.

## Storia
Esistente fin dal Settecento, nel qual secolo contava 26 abitanti e si chiamava Casa delli Baddoni, a partire dal XIX secolo fu soggetta a una progressiva diminuzione della popolazione, dovuta alla migrazione degli abitanti verso paesi più grandi e città, fenomeno tipico del periodo. Durante la seconda guerra mondiale, il paese, come tutta la val Nure, fu teatro di scontri tra i partigiani e le truppe tedesche e nell'estate 1944 fece parte, insieme a tutto il territorio bettolese, della libera Repubblica di Bettola.
Nella seconda metà del Novecento la tendenza allo spopolamento è continuata, con la località che tra il censimento del 1971 e quello del 2001 vide la popolazione residente ridursi di più del 75%, passando da 39 a 9 abitanti.

## Infrastrutture e trasporti
La località si trova lungo la strada provinciale 15 di Prato Barbieri che unisce Bettola con Morfasso, il cui tratto da Badoni fino alla frazione morfassina di Guselli è classificato dall'ente provinciale come strada panoramica.
La località è servita dal servizio automobilistico a chiamata Bettola-Guselli operato da SETA.